# 金源県
金源県（きんげん-けん）は中華人民共和国遼寧省にかつて存在した県。現在の朝陽市建平県北東部に相当する。
1013年（開泰2年）、遼朝により設置された。明初に廃止された。